# 花占い (桜田淳子の曲)
「花占い」（はなうらない）は、1974年8月にリリースされた桜田淳子の7枚目のシングルである。

## 解説
- 「月刊明星」で公募された歌詞を原案にして阿久悠が作詞し、中村泰士が作曲した作品である。

## 収録曲
- 全曲作曲：中村泰士／編曲：あかのたちお

1. 花占い (2分46秒)
原案：簑島若代／作詞：阿久悠
2. 白い貝がら (3分2秒)
作詞：阿久悠